# Aeroporto di Salechard
L'aeroporto di Salechard è un aeroporto civile situato a 7 km a nord di Salechard, la capitale del Circondario autonomo Jamalo-Nenec nella parte nord del Circondario federale degli Urali della Russia.

## Storia
Nel 1935 il primo aereo ANT-9 atterrò sulla pista di ghiaccio sul fiume Ob' vicino a Salechard.
Nel 1937 è stato aperto il primo volo di linea per Omsk.
Negli anni cinquanta a Salechard è stato creato il Distaccamento Aereo dell'Aviazione Polare Civile ed è stata costruita la prima pista dell'aeroporto attuale.
Con lo sviluppo dell'estrazione del petrolio e del gas negli anni sessanta del XX secolo l'aeroporto è stato ricostruito per poter ricevere gli aerei a medio raggio come gli aerei russi Antonov An-24, Tupolev Tu-134, Tupolev Tu-154, Yakovlev Yak-42 e Ilyushin Il-76.
Nel 1964 sono stati aperti i primi voli di linea con gli aerei Antonov An-24 per Tjumen', Tazovskij, Tarko-Sale.
Nell'estate del 1968 è stato effettuato il primo volo di linea per Mosca.
Nel 1997 sulla base dell'aeroporto è stata creata la compagnia aerea russa Jamal Airlines per i voli di linea a medio raggio e la compagnia Jamal Air Company per i voli di linea regionali con gli elicotteri Mil Mi-8. Il 25 maggio 2007 l'aeroporto è stato certificato per l'atterraggio/decollo degli aerei Boeing 737-500/-300/-200).

## Strategia
L'aeroporto è hub principale per le compagnie aeree russe: Jamal Airlines e Jamal Air Company.

## Dati tecnici
L'aeroporto è dotato di una pista attiva di cemento armato di classe B di 2,720 m х 46 m. Il peso massimo al decollo dalla pista è di 191 t.
L'aeroporto di Salechard è stato equipaggiato per la manutenzione, l'atterraggio/decollo di aerei a medio e lungo raggio: Boeing 737, Ilyushin Il-18, Ilyushin Il-76, Let L-410, Yakovlev Yak-40, Yakovlev Yak-42, Tupolev Tu-134, Tupolev Tu-154, Antonov An-12, Antonov An-24, Antonov An-26, Antonov An-30, Antonov An-32, Antonov An-72, Antonov An-74 e di elicotteri.
L'aeroporto di Salechard è aperto dalle ore 02:00 fino alle ore 17:00 (ora UTC).

## Scalo d'emergenza ETOPS
L'aeroporto di Salechard è uno scalo d'emergenza per aerei bimotori  (Airbus A300, Airbus A310, Airbus A330, Boeing 757, Boeing 767, Boeing 777, Gulfstream V G500/G550, Gulfstream IV G350/G450) che compiono le rotte transcontinentali transpolari № 3 e № 4 dall'Asia (Hong Kong, Nuova Delhi) per l'America del Nord (New York, Vancouver).
Secondo la regola ETOPS in ogni momento del volo di un aereo bimotore nel raggio di 180-207 minuti devono essere presenti aeroporti d'emergenza. Gli aeroporti russi di Čul'man, Tiksi, Noril'sk, Pevek, Poljarnyj, Jakutsk, Mirnyj, Bratsk, Blagoveščensk, Irkutsk, Chatanga, Salechard fanno parte degli aeroporti d'emergenza che soddisfano i requisiti ETOPS.

## Collegamenti con Salechard

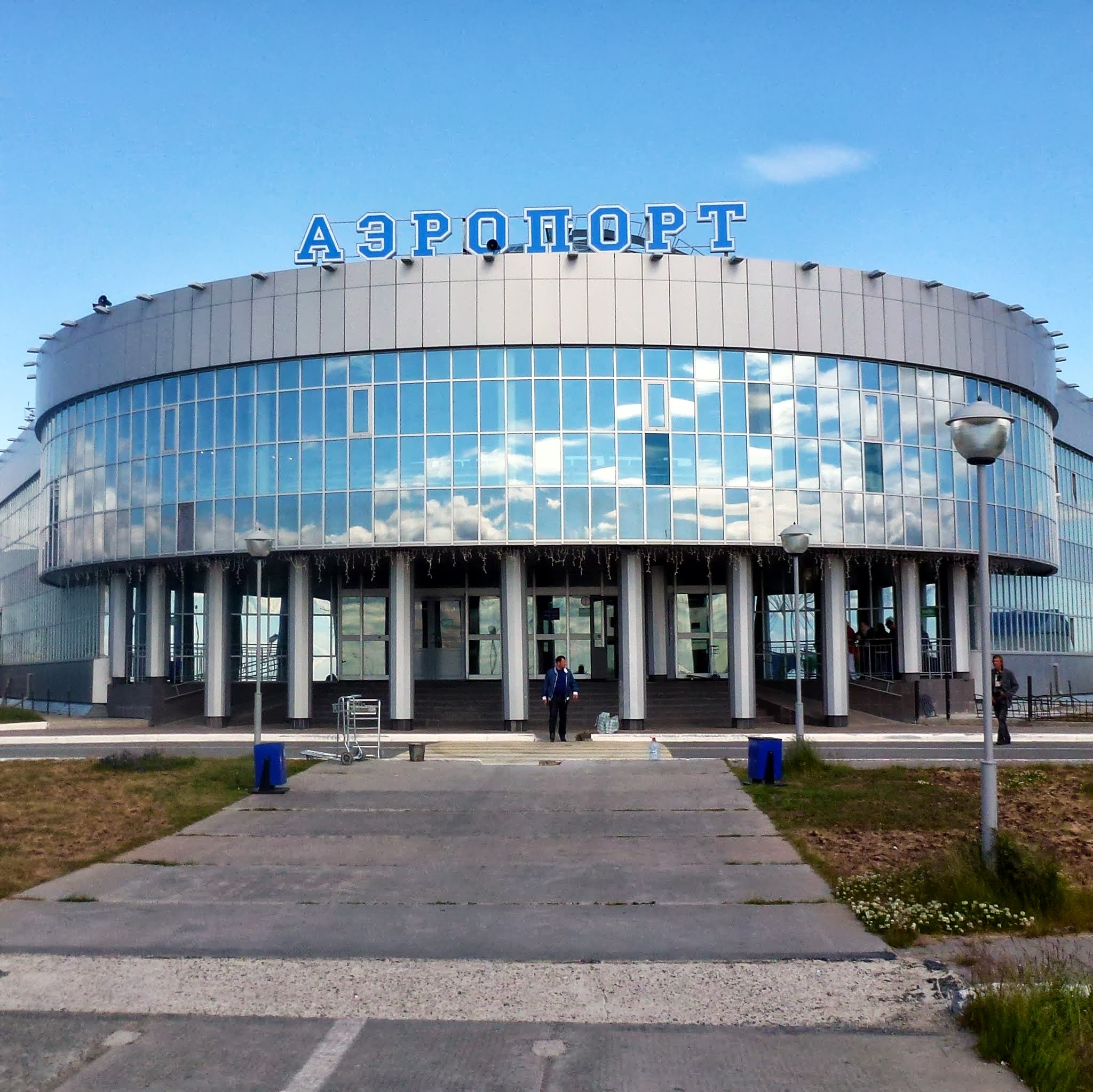
L'ingresso dell'aeroporto

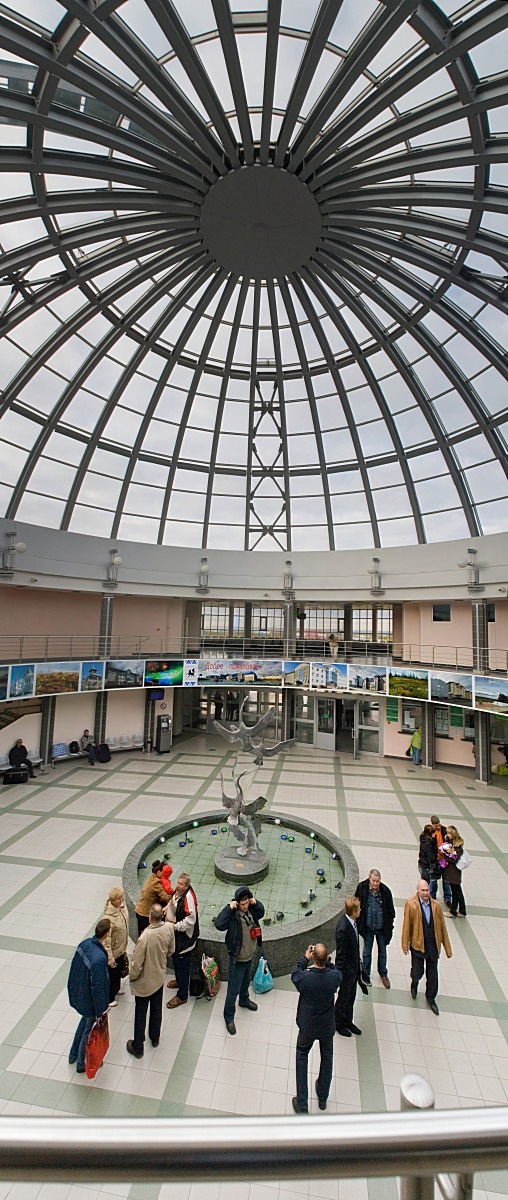
L'interno dell'aeroporto

Il terminal aeroportuale è facilmente raggiungibile con la linea n.1 del trasporto pubblico municipale.